# Спиллейн, Брайан
Брайан Спиллейн (англ. Brian Spillane, родился 26 января 1960 года в Корке) — ирландский регбист, игравший на позиции восьмого.

## Биография
Выступал за клуб «Богемианс» из Лимерика. За сборную Ирландии дебютировал 2 февраля 1985 года против Шотландии на стадионе «Маррифилд». Участник первого в истории чемпионата мира по регби 1987 года, в матче против Канады занёс свою единственную попытку. Последнюю игру сыграл 18 февраля 1989 года против Англии на «Лэнсдаун Роуд».
По образованию врач, специализируется на спортивных травмах.